# ريوتا ميكي
ريوتا ميكي (باليابانية: 三木 良太) (12 أبريل 1985 في إباراكي في اليابان – )؛ هو لاعب كرة قدم ياباني سابق كان يلعب كمهاجم.

## وصلات خارجية
- ريوتا ميكي على موقع رابطة كرة القدم اليابانية للمحترفين (اليابانية)
- ريوتا ميكي على موقع قاعدة بيانات كرة القدم.إي يو (الإنجليزية)
- ريوتا ميكي على موقع Soccerway.com (الإنجليزية)
- ريوتا ميكي على موقع عالم كرة القدم.نت (الإنجليزية)